# Létanne
Létanne est une commune française, située dans le département des Ardennes en région Grand Est.

## Géographie
|                     | Mouzon  |                            |
| Beaumont-en-Argonne | Létanne | Pouilly-sur-Meuse Meuse    |
|                     |         | Laneuville-sur-Meuse Meuse |

### Hydrographie
La commune est dans le bassin versant de la Meuse au sein du bassin Rhin-Meuse. Elle est drainée par la Meuse, le ruisseau la Wame, le ruisseau de Beaumont-en-Argonne et le ruisseau de Moulins,.
La Meuse, d'une longueur de 486 km, est un fleuve européen qui prend sa source en France, dans la commune du Châtelet-sur-Meuse, à 409 mètres d'altitude, et se jette dans la mer du Nord après un cours long d'approximativement 950 kilomètres traversant la France, la Belgique et les Pays-Bas. Elle s'écoule du sud vers le nord et longe la commune sur une longueur d'environ 3,4 km, constituant une limite séparative avec les communes de Pouilly-sur-Meuse à l'est et Mouzon au nord.
Le ruisseau la Wame, d'une longueur de 10 km, prend sa source dans la commune de Belval-Bois-des-Dames et se jette  dans la Meuse sur la commune, après avoir traversé cinq communes.

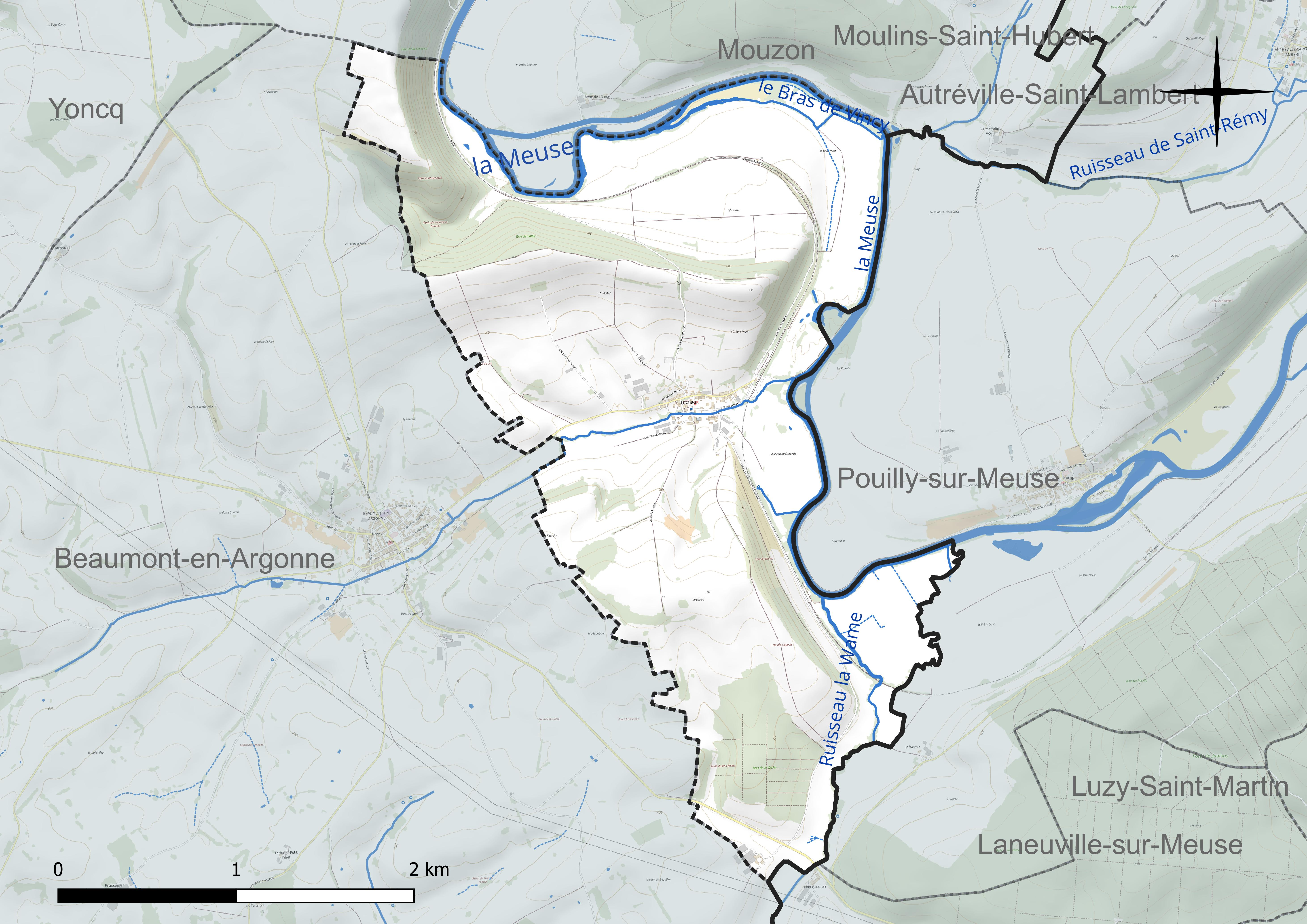
Réseau hydrographique de Létanne.

### Climat
Pour des articles plus généraux, voir Climat du Grand Est et Climat des Ardennes.
En 2010, le climat de la commune est de type climat de montagne, selon une étude du Centre national de la recherche scientifique s'appuyant sur une série de données couvrant la période 1971-2000. En 2020, Météo-France publie une typologie des climats de la France métropolitaine dans laquelle la commune est exposée à un climat océanique altéré et est dans la région climatique Lorraine, plateau de Langres, Morvan, caractérisée par un hiver rude (1,5 °C), des vents modérés et des brouillards fréquents en automne et hiver.
Pour la période 1971-2000, la température annuelle moyenne est de 9,8 °C, avec une amplitude thermique annuelle de 15,8 °C. Le cumul annuel moyen de précipitations est de 950 mm, avec 13,8 jours de précipitations en janvier et 9,5 jours en juillet. Pour la période 1991-2020, la température moyenne annuelle observée sur la station météorologique de Météo-France la plus proche, « Linay », sur la commune de Linay à 13 km à vol d'oiseau, est de 10,4 °C et le cumul annuel moyen de précipitations est de 969,0 mm. 
La température maximale relevée sur cette station est de 42 °C, atteinte le 25 juillet 2019 ; la température minimale est de −24 °C, atteinte le 9 janvier 1985,,.
Les paramètres climatiques de la commune ont été estimés pour le milieu du siècle (2041-2070) selon différents scénarios d'émission de gaz à effet de serre à partir des nouvelles projections climatiques de référence DRIAS-2020. Ils sont consultables sur un site dédié publié par Météo-France en novembre 2022.

## Urbanisme

### Typologie
Au 1er janvier 2024, Létanne est catégorisée commune rurale à habitat dispersé, selon la nouvelle grille communale de densité à 7 niveaux définie par l'Insee en 2022.
Elle est située hors unité urbaine et hors attraction des villes,.

### Occupation des sols
L'occupation des sols de la commune, telle qu'elle ressort de la base de données européenne d’occupation biophysique des sols Corine Land Cover (CLC), est marquée par l'importance des territoires agricoles (83 % en 2018), en diminution par rapport à 1990 (85,3 %). La répartition détaillée en 2018 est la suivante : 
terres arables (43,1 %), prairies (40 %), forêts (13,6 %), zones urbanisées (3,4 %). L'évolution de l’occupation des sols de la commune et de ses infrastructures peut être observée sur les différentes représentations cartographiques du territoire : la carte de Cassini (XVIIIe siècle), la carte d'état-major (1820-1866) et les cartes ou photos aériennes de l'IGN pour la période actuelle (1950 à aujourd'hui).

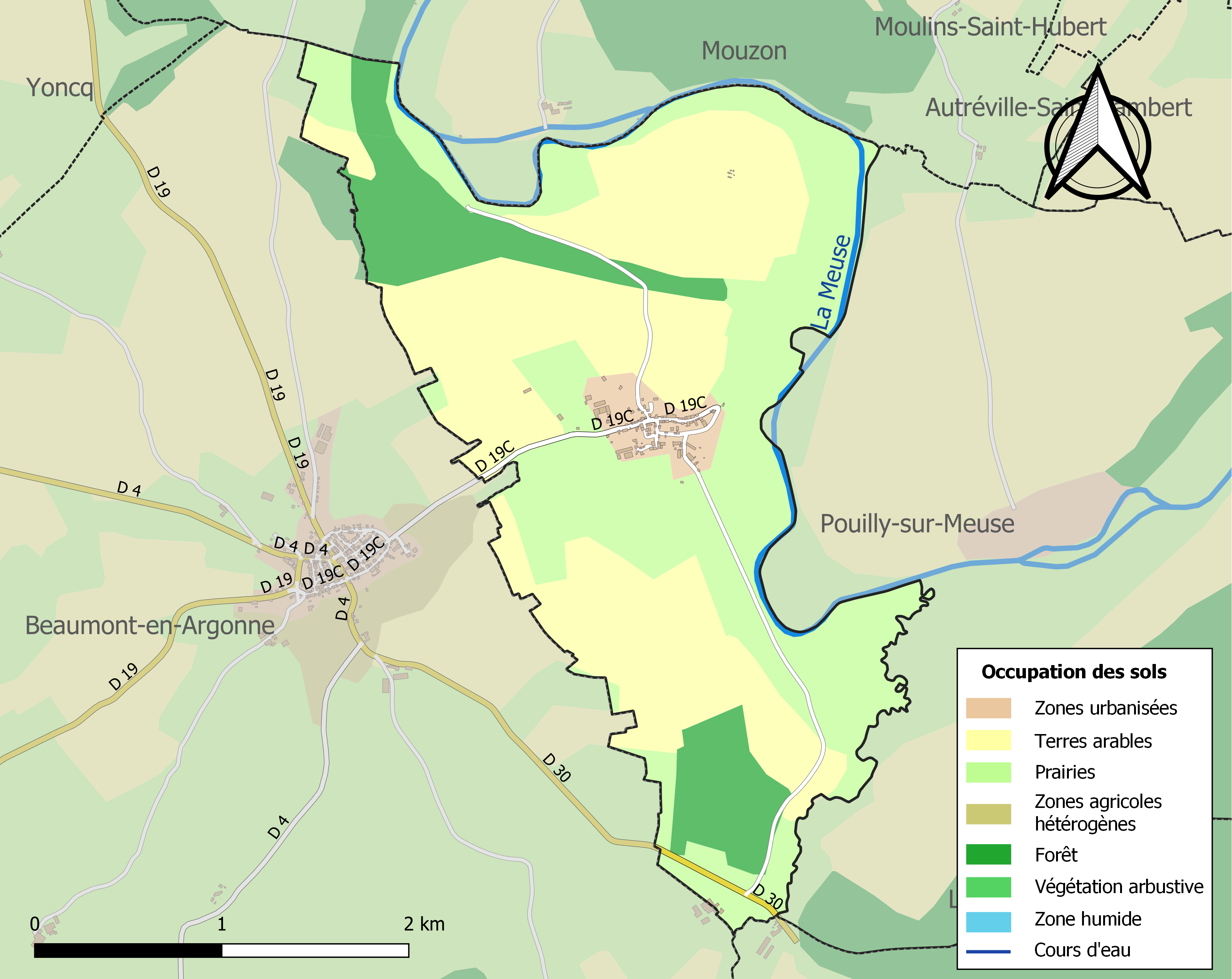
Carte des infrastructures et de l'occupation des sols de la commune en 2018 (CLC).

## Politique et administration
| Période      | Période      | Identité       | Étiquette | Qualité     |
| ------------ | ------------ | -------------- | --------- | ----------- |
| 1879         |              | Gibou          |           |             |
| avant 1981   | ?            | Joseph Fracz   | DVG       |             |
| mars 2001    | juillet 2020 | Abel Remacly   |           |             |
| juillet 2020 | en cours     | Dominique Baré |           | Agriculteur |

## Démographie
L'évolution du nombre d'habitants est connue à travers les recensements de la population effectués dans la commune depuis 1793. Pour les communes de moins de 10 000 habitants, une enquête de recensement portant sur toute la population est réalisée tous les cinq ans, les populations de référence des années intermédiaires étant quant à elles estimées par interpolation ou extrapolation. Pour la commune, le premier recensement exhaustif entrant dans le cadre du nouveau dispositif a été réalisé en 2005.

En 2022, la commune comptait 110 habitants, en évolution de −15,38 % par rapport à 2016 (Ardennes : −2,97 %, France hors Mayotte : +2,11 %).
| 1793 | 1800 | 1806 | 1821 | 1831 | 1836 | 1841 | 1846 | 1851 |
| ---- | ---- | ---- | ---- | ---- | ---- | ---- | ---- | ---- |
| 206  | 209  | 221  | 213  | 262  | 305  | 289  | 279  | 293  |

| 1866 | 1872 | 1876 | 1881 | 1886 | 1891 | 1896 | 1901 | 1906 |
| ---- | ---- | ---- | ---- | ---- | ---- | ---- | ---- | ---- |
| 202  | 193  | 222  | 224  | 240  | 229  | 211  | 194  | 174  |

| 1911 | 1921 | 1926 | 1931 | 1936 | 1946 | 1954 | 1962 | 1968 |
| ---- | ---- | ---- | ---- | ---- | ---- | ---- | ---- | ---- |
| 165  | 170  | 166  | 157  | 179  | 130  | 154  | 152  | 123  |

| 1975 | 1982 | 1990 | 1999 | 2005 | 2006 | 2010 | 2015 | 2020 |
| ---- | ---- | ---- | ---- | ---- | ---- | ---- | ---- | ---- |
| 107  | 106  | 99   | 104  | 117  | 116  | 142  | 134  | 113  |

| 2022 | - | - | - | - | - | - | - | - |
| ---- | - | - | - | - | - | - | - | - |
| 110  | - | - | - | - | - | - | - | - |

## Culture locale et patrimoine

### Lieux et monuments
- Église Saint-Georges de Létanne.

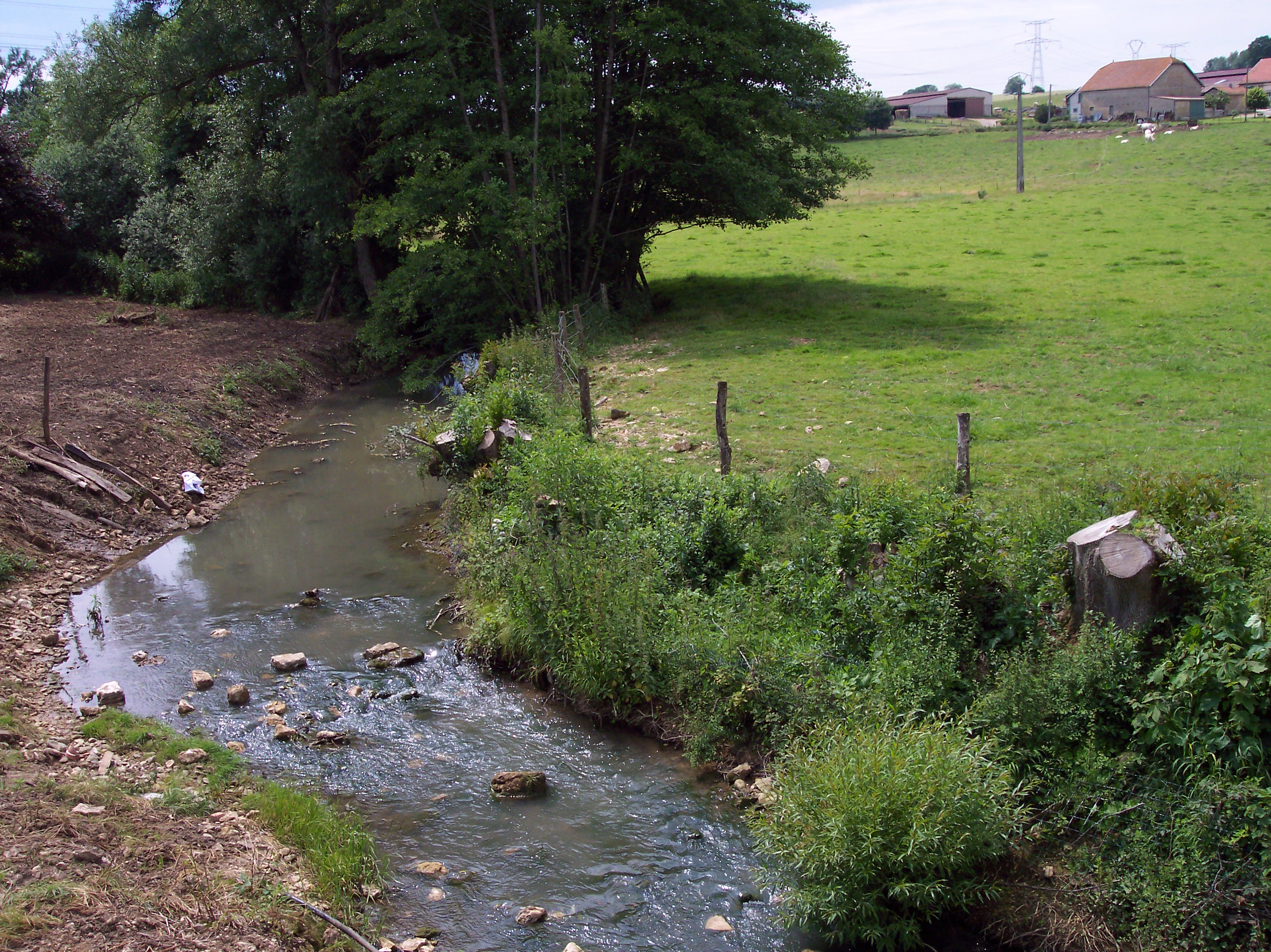
La Wame entre Meuse et Ardennes.
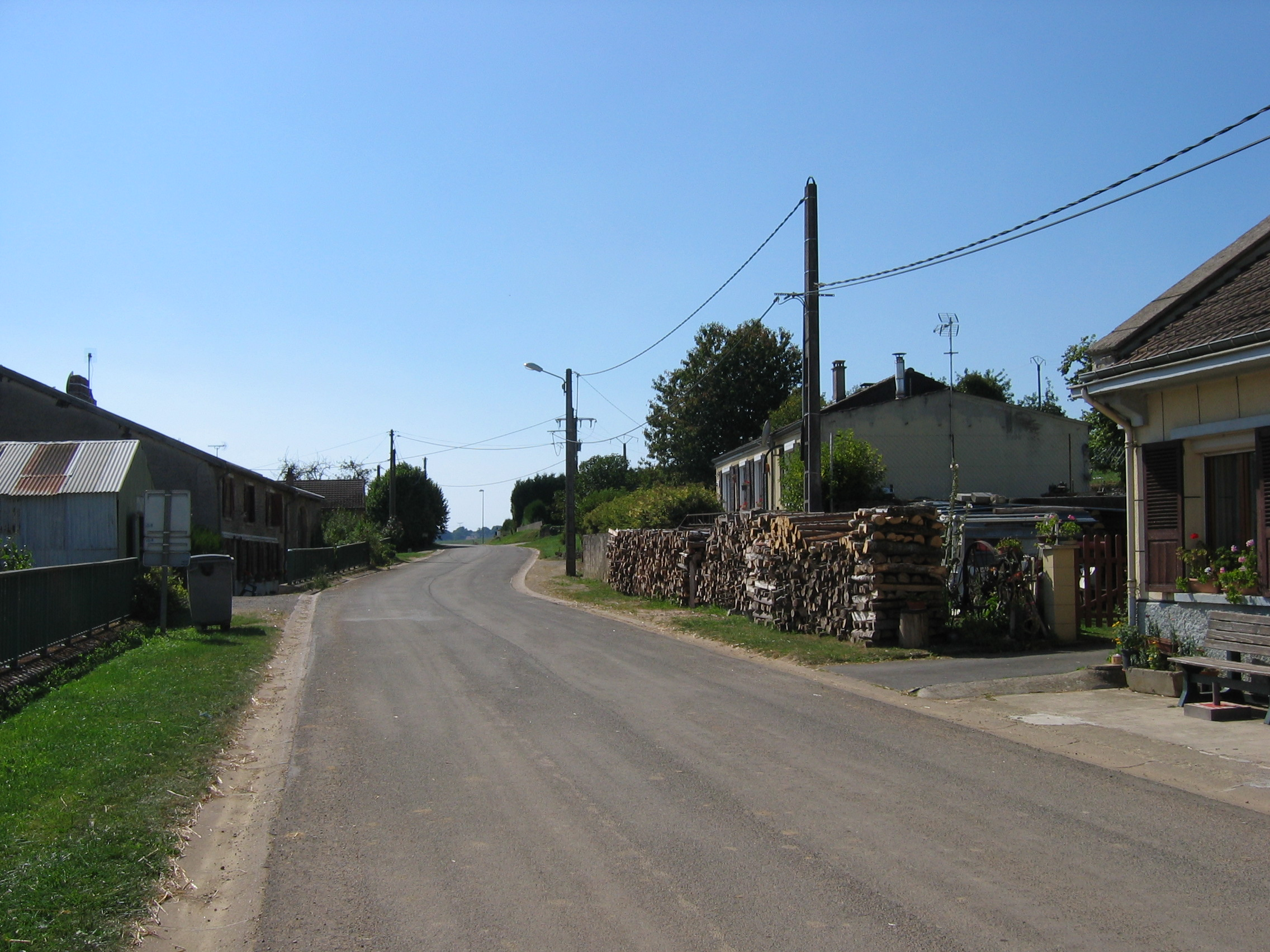
Une entrée du village.
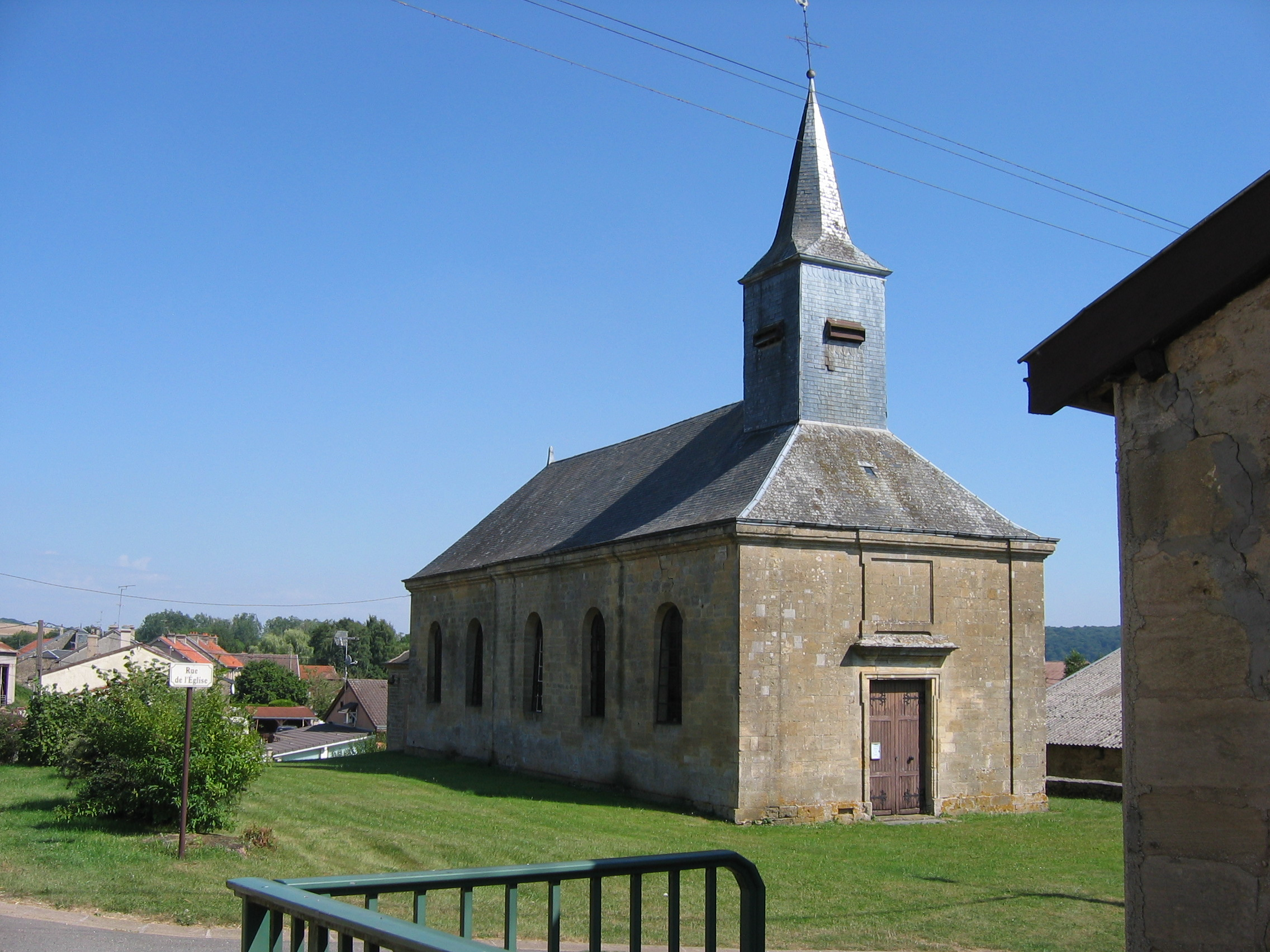
L'église.
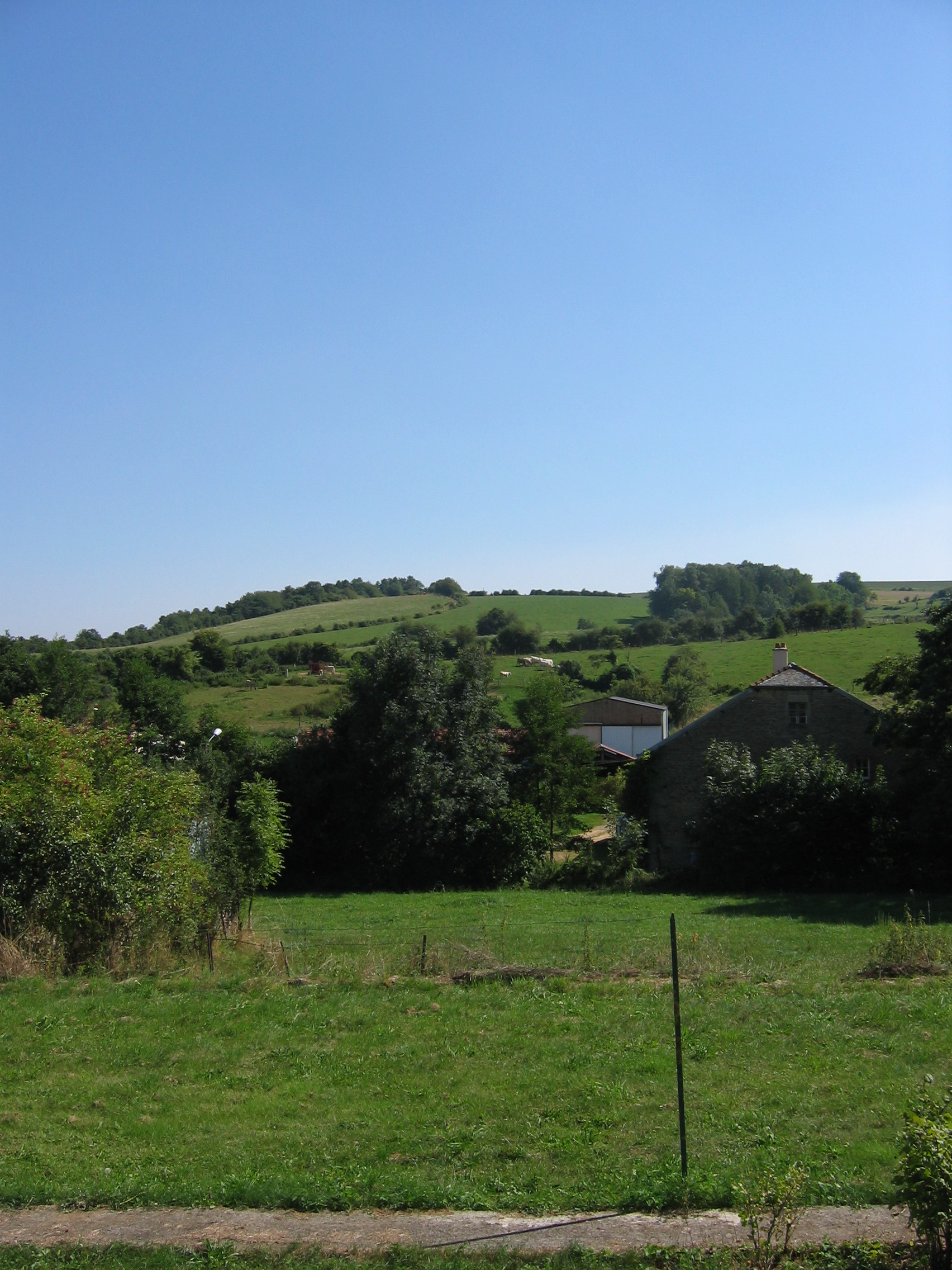
Pâtures escarpées en face du village.

### Personnalités liées à la commune
Seigneur de Létanne (Lestannes) :
XVIe siècle : Charles de Saint Vincent époux de Nicole de La Fontaine fille de Hubert et Nicole de La Mocque (Moque).
Armes de la famille St Vincent : D'azur au lion d'or.

### Héraldique
| Armes de Létanne | Les armes de Létanne se blasonnent ainsi : D’argent aux trois merlettes de sable posées sur une champagne d’azur, accompagnées au canton senestre d’une fleur de lys du même, et au franc-canton aussi du même chargé d’un lion d’or. |